# Russian Woman
A Russian Woman (magyarul: Orosz nő) Manhizha tádzsik–orosz énekesnő dala, mellyel Oroszországot képviseli a 2021-es Eurovíziós Dalfesztiválon Rotterdamban. A dal 2021. március 8-án, az orosz nemzeti döntőben, a Nacionalnyij Otborban megszerzett győzelemmel érdemelte ki a dalversenyen való indulás jogát.

## Eurovíziós Dalfesztivál
2021. március 8-án vált hivatalossá, hogy az énekes alábbi dalát választották ki a nézők a 2021-es Nacionalnyij Otbor elnevezésű nemzeti döntőben, amellyel képviseli hazáját az elkövetkezendő Eurovíziós Dalfesztiválon. A dal a zene-streamelő szolgáltatások felületén március 19-én jelent meg, miután több angol szöveggel bővítették a dalt.
Az Eurovíziós Dalfesztiválon a dalt először a május 18-án rendezett első elődöntőben adják elő, a fellépési sorrendben harmadikként, a szlovén Ana Soklič Amen című dala után és a svéd Tusse Voices című dala előtt. Az elődöntőből az harmadik helyezettként sikeresen továbbjutottak a május 22-i döntőbe, ahol fellépési sorrendben ötödikként léptek fel, a bolgár Victoria Growing Up Is Getting Old című dala után és az ukrán Go_A Shum című dala előtt. A szavazás során a zsűri szavazáson összesítésben nyolcadik helyen végeztek 104 ponttal (Azerbajdzsántól maximális pontot kaptak), míg a nézői szavazáson szintén nyolcadik helyen végeztek 100 ponttal (Moldovától maximális pontot kaptak), így összesítésben 204 ponttal a verseny kilencedik helyezettjei lettek.

## Incidensek
A nemzeti döntő után sokan nem értettek egyet azzal, hogy Manizha fogja képviselni Oroszországot. Egyesek szerint nem hiteles, hogy a tádzsik felmenőkkel rendelkező énekesnő orosz nőkről énekel, mellesleg támogatja és kiáll a LMBT közösség, migránsok és a nők jogai mellett. Elena Drapeko, az Állami Duma Kulturális és Idegenforgalmi Bizottságának alelnöke, azt javasolta, hogy tiltsák meg az énekesnőnek, hogy fellépjen Rotterdamban Oroszország képviseletében. Hozzátette, hogy a dalfesztiválnak semmilyen kulturális értéke nincs, túlpolitizált és LMBT-párti.
Az orosz felsőházi Föderációs Tanács elnöke, Valentina Matvijenko a dal szövegét kritizálta és nonszensznek nevezte, majd a kiválasztási folyamat felülvizsgálatát követelte. „Valamiféle mummogás, valamiféle ostobaság. Egyáltalán nem értem mi ez. Miről szól?" Ám nem egyedül ő kritizálta a versenydalt, Elena Afanasyeva szenátor is kemény szavakkal illette a dalszöveget. „Kifejezések egy éretlen, 30 éves nőtől, akinek megoldatlan személyes problémái vannak... Mi köze van az orosz nőknek ehhez?” Az Orosz Ortodox Nők Uniója nyílt levélben szintén a dal, és Manizha előadásának betiltását és lecserélését szorgalmazta. „Gyűlöletet kelt a férfiak iránt, ami aláássa a hagyományos család alapjait.”
Végül az ügy egészen az Oroszországi Vizsgálati Bizottságig jutott el, ahol eljárást indítottak Manizha ellen gyűlöletre vagy ellenségeskedésre való buzdítás jegyeiben. Az ügyet benyújtó pályázók úgy vélik, hogy a Russian Woman előadásában „Durva sértés és megalázás volt az orosz nők emberi méltóságának a nemzetiséghez való hozzáállásuk alapján.”
A Levada Center közvélemény-kutatásának eredménye kimutatta, hogy az orosz lakosság 50%-a közömbös Manizha Eurovízióra történő kiválasztása iránt.
Mivel Manizhát az orosz hírességek és politikusok negatív reakciói veszik körül, a közvélemény-kutatás azt mutatja, hogy az orosz lakosság felének nincs véleménye az énekes 2021-es Eurovíziós Dalfesztiválra történő kiválasztásáról. A Levada Center felmérésének válaszadóinak csupán 18%-a mondta, hogy negatív véleményt alkot, további 13% pedig pozitív véleményt mondott. A 18 és 24 év közötti válaszadók véleménye volt a legerősebb, 20% azt állította, hogy pozitív a véleménye. Azokon belül, amelyek pozitívan érzékelték Manizha kiválasztását, 13% támogatja az etnikum alapján, és támogatja Oroszország, mint multinacionális ország gondolatát. Az 55 évesnél idősebbeknél volt a legnagyobb negatív reakció a válaszadók 22%-ánál. A negatív felfogásúak közül 55% azt állította, hogy nem tetszik nekik a dal, míg 25% azt állítja, hogy az orosz nyelvet „orosz” énekesnek kell képviselnie.